# Хушур
Хушу́р (монг. хуушуур, IPA: [xʊ ː ʃʊr]) — популярна смажена монгольська та бурятська (бур. хушуур) страва із м'яса і тіста, подібна до чебуреків, але, як правило, дещо менша за розміром.

## Опис
Ця страва поширена не лише в побуті, а і як звичайна складова меню закладів громадського харчування Монголії та Бурятії.
Хушури дещо подібні до буузів тим, що м'ясо готується так само і трохи по-іншому складається тісто. Головна відмінність полягає в тому, що буузи роблять на пару.
Деякі монголи проводять свіжі хушури між долонями, а також об кінчики всіх пальців, щоб стимулювати нерви та кровообіг в руках, — це вважається цілющим. Інколи гарячий хушур кладуть на підошви ніг або інші частини тіла для лікування неврозів та покращення стану здоров'я.

## Приготування
Для приготування страви м'ясо (яловичину або баранину) або дрібно нарізають, або по цілому шматочку м'яса роблять численні надрізи, далі додають цибулю або часник, сіль, кмин та інші спеції. З тіста роблять кружечки, всередину яких кладуть м'ясо. а потім їх складають навпіл, утворюючи пласку половинчасту кишеньку. Далі цю кишеньку закривають, притиснувши краї разом. Хушур може бути і круглим — для цього у тісто кладуть фарш і все разом розкатують за допомогою качалки.
Після цього отримані вироби смажать в маслі, доки тісто не стане золотисто-коричневого кольору. Хушур подають гарячим і його можна їсти руками.